# Bischofsgang

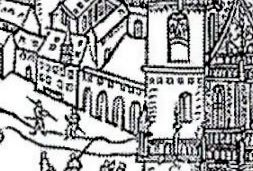
Bischofsgang auf dem Ausschnitt eines Holzschnitts aus dem Jahr 1552, links der Bischofspalast, rechts der Magdeburg Dom

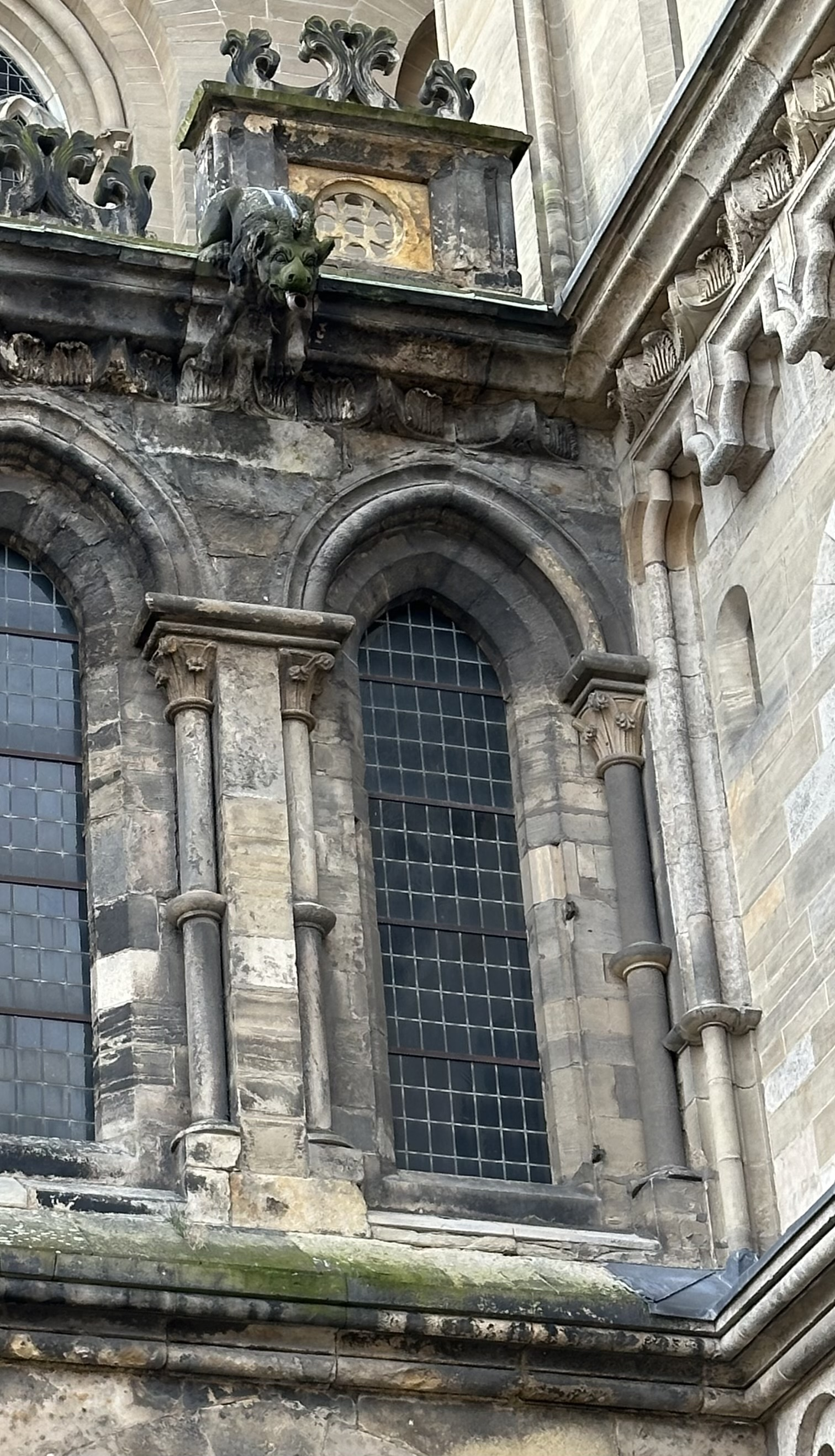
Fenster an der Nordseite des Domchors mit zwei Türangeln auf der rechten Seite, auf beiden Seiten sind im Gewände noch die Aussparungen für die Tür zu erkennen

Der Bischofsgang war eine mittelalterliche Fußgängerüberführung in Magdeburg im heutigen Sachsen-Anhalt. Heute wird der Begriff für den oberen Chorumgang des Magdeburger Doms genutzt.

## Geschichte

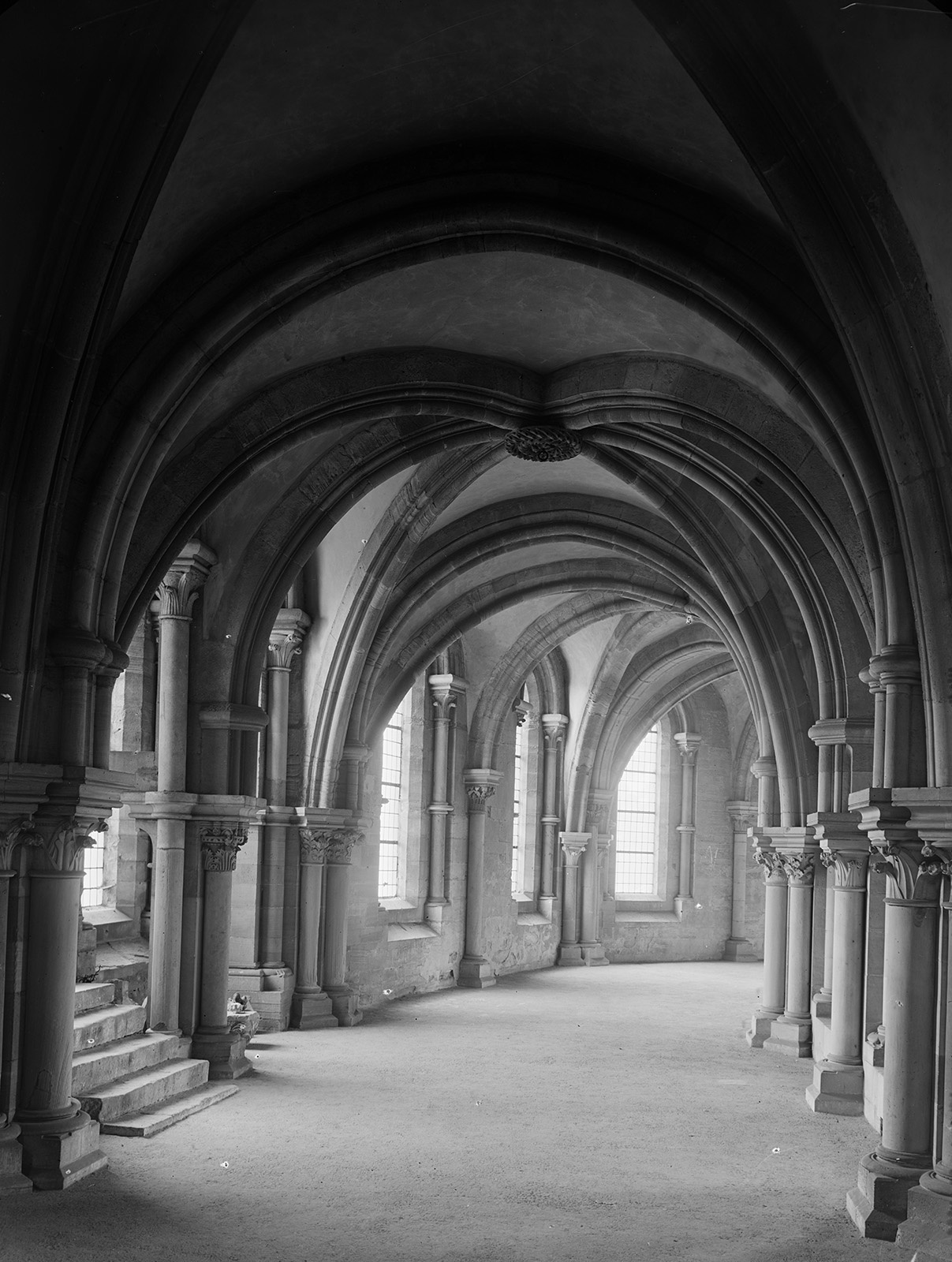
Oberer Chorumgang im Jahr 1957, nach links die erhaltene Treppe zum eigentlichen Bischofsgang

Der Gang befand sich in der Magdeburger Altstadt und führte vom Portal des Hofes des Erzbischofs nach Süden über die heutige Straße Remtergang zum oberen Chorumgang des Magdeburger Doms. Dem Erzbischof war es so möglich von seinem Wohn- und Dienstsitz, ohne die Straße passieren zu müssen, direkt in den Magdeburger Dom zu gelangen.
Der Gang wurde im Jahr 1310 durch Erzbischof Burchard III. angelegt. Andere Angaben nennen eine erstmalige urkundliche Erwähnung für das Jahr 1314. Er bestand über mehrere Jahrhunderte hinweg. Für seine Anlage wurde ein Fenster zu einer Tür umgenutzt. Bei einem Sturm stürzte der steinerne und gedeckte Gang am 21. August 1552 ein, wurde dann aber wieder aufgebaut. Am 26. November 1630 stürzte der Gang jedoch erneut ein und wurde dann nicht wiedererrichtet.
An den alten Bischofsgang erinnern in geringem Umfang erhaltene bauliche Reste. Bemerkenswert ist die im oberen Chorumgang des Magdeburger Doms befindliche sechsstufige Treppe, die heute jedoch blind, am jetzt dort statt der Tür zum Gang bestehenden Fenster, endet. Von außen sind an der Fassade des Doms zwei eiserne Türangeln und Aussparungen im Gewände erhalten geblieben. Nach dem Verschwinden des Gangs blieb der Name Bischofsgang für den oberen Chorumgang des Doms, in den der Gang ursprünglich einmündete, erhalten.